# Partecipanti al Giro di Svizzera 2025
Elenco dei partecipanti al Giro di Svizzera 2025.
Il Giro di Svizzera 2025 è stata l'ottantottesima edizione della corsa. Alla competizione prendono parte ventidue squadre: le diciotto con licenza UCI World Tour 2025 e quattro UCI ProTeam.
Ciascuna delle squadre è composta da sette ciclisti, per un totale di 154 ciclisti accreditati alla partenza, di cui solo 120 hanno portato a termine la corsa.

## Corridori per squadra
| UAE Team Emirates XRG   | UAE Team Emirates XRG     | UAE Team Emirates XRG   | Alpecin-Deceuninck      | Alpecin-Deceuninck      | Alpecin-Deceuninck      | Arkéa-B&B Hotels                | Arkéa-B&B Hotels                | Arkéa-B&B Hotels                |
| ----------------------- | ------------------------- | ----------------------- | ----------------------- | ----------------------- | ----------------------- | ------------------------------- | ------------------------------- | ------------------------------- |
| Nº                      | Ciclista                  | Clas.                   | Nº                      | Ciclista                | Clas.                   | Nº                              | Ciclista                        | Clas.                           |
| 1                       | Jan Christen              | R 6ª                    | 11                      | Silvan Dillier          | 111º                    | 21                              | Ewen Costiou                    | 23º                             |
| 2                       | Mikkel Bjerg              | FT 8ª                   | 12                      | Ramses Debruyne         | 34º                     | 22                              | Élie Gesbert                    | R 1ª                            |
| 3                       | João Almeida              | 1º                      | 13                      | Gal Glivar              | 70º                     | 23                              | Laurens Huys                    | R 3ª                            |
| 4                       | Felix Großschartner       | 11º                     | 14                      | Jimmy Janssens          | 115º                    | 24                              | Mathis Le Berre                 | 80º                             |
| 5                       | Vegard Stake Laengen      | 85º                     | 15                      | Henri Uhlig             | 117º                    | 25                              | Martin Tjøtta                   | 94º                             |
| 6                       | Julius Johansen           | 100º                    | 16                      | Emiel Verstrynge        | 32º                     | 26                              | Kévin Vauquelin                 | 2º                              |
| 7                       | António Morgado           | 64º                     | 17                      | Fabio Van Den Bossche   | FT 8ª                   | 27                              | Alessandro Verre                | R 6ª                            |
| Cofidis                 | Cofidis                   | Cofidis                 | Bahrain Victorious      | Bahrain Victorious      | Bahrain Victorious      | Decathlon AG2R La Mondiale Team | Decathlon AG2R La Mondiale Team | Decathlon AG2R La Mondiale Team |
| Nº                      | Ciclista                  | Clas.                   | Nº                      | Ciclista                | Clas.                   | Nº                              | Ciclista                        | Clas.                           |
| 31                      | Ion Izagirre              | 52º                     | 41                      | Matej Mohorič           | 63º                     | 51                              | Felix Gall                      | 4º                              |
| 32                      | Nolann Mahoudo            | R 6ª                    | 42                      | Pello Bilbao            | 57º                     | 52                              | Léo Bisiaux                     | 35º                             |
| 33                      | Sam Maisonobe             | 27º                     | 43                      | Rainer Kepplinger       | 47º                     | 53                              | Stefan Bissegger                | 104º                            |
| 34                      | Sylvain Moniquet          | 96º                     | 45                      | Nicolò Buratti          | 82º                     | 54                              | Benoît Cosnefroy                | R 1ª                            |
| 35                      | Stefano Oldani            | 60º                     | 46                      | Finlay Pickering        | 13º                     | 55                              | Callum Scotson                  | 28º                             |
| 36                      | Jan Maas                  | 73º                     | 47                      | Mathijs Paasschens      | 68º                     | 56                              | Paul Lapeira                    | 74º                             |
| 37                      | Sergio Samitier           | 54º                     | 48                      | Max van der Meulen      | NP 2ª                   | 57                              | Nans Peters                     | 77º                             |
| EF Education-EasyPost   | EF Education-EasyPost     | EF Education-EasyPost   | Groupama-FDJ            | Groupama-FDJ            | Groupama-FDJ            | Ineos Grenadiers                | Ineos Grenadiers                | Ineos Grenadiers                |
| Nº                      | Ciclista                  | Clas.                   | Nº                      | Ciclista                | Clas.                   | Nº                              | Ciclista                        | Clas.                           |
| 61                      | Rui Costa                 | 81º                     | 71                      | Stefan Küng             | 58º                     | 81                              | Geraint Thomas                  | NP 4ª                           |
| 62                      | Vincenzo Albanese         | 103º                    | 72                      | Lewis Askey             | 90º                     | 82                              | Laurens De Plus                 | R 4ª                            |
| 63                      | Samuele Battistella       | 89º                     | 73                      | Romain Grégoire         | 17º                     | 83                              | Lucas Hamilton                  | 75º                             |
| 64                      | Madis Mihkels             | 105º                    | 74                      | Johan Jacobs            | R 1ª                    | 84                              | Bob Jungels                     | 37º                             |
| 65                      | Neilson Powless           | 38º                     | 75                      | Olivier Le Gac          | 120º                    | 85                              | Ben Swift                       | 46º                             |
| 66                      | Harry Sweeny              | 76º                     | 76                      | Eddy Le Huitouze        | 110º                    | 86                              | Andrew August                   | 49º                             |
| 67                      | Max Walker                | 114º                    | 77                      | Valentin Madouas        | 26º                     | 87                              | Victor Langellotti              | 44º                             |
| Intermarché-Wanty       | Intermarché-Wanty         | Intermarché-Wanty       | Lidl-Trek               | Lidl-Trek               | Lidl-Trek               | Movistar Team                   | Movistar Team                   | Movistar Team                   |
| Nº                      | Ciclista                  | Clas.                   | Nº                      | Ciclista                | Clas.                   | Nº                              | Ciclista                        | Clas.                           |
| 91                      | Georg Zimmermann          | 15º                     | 101                     | Tao Geoghegan Hart      | 25º                     | 111                             | Nairo Quintana                  | 50º                             |
| 92                      | Kevin Colleoni            | R 5ª                    | 102                     | Andrea Bagioli          | NP 7ª                   | 112                             | Pablo Castrillo                 | 9º                              |
| 93                      | Alexander Kamp            | 109º                    | 103                     | Juan Pedro López        | 36º                     | 113                             | Will Barta                      | 12º                             |
| 94                      | Gerben Kuypers            | 84º                     | 104                     | Otto Vergaerde          | 56º                     | 114                             | Albert Torres                   | R 7ª                            |
| 95                      | Simone Petilli            | 62º                     | 105                     | Lennard Kämna           | 6º                      | 115                             | Nelson Oliveira                 | 78º                             |
| 96                      | Jonas Rutsch              | 66º                     | 106                     | Sam Oomen               | 51º                     | 116                             | Javier Romo                     | 39º                             |
| 97                      | Roel van Sintmaartensdijk | R 6ª                    | 107                     | Quinn Simmons           | 30º                     | 117                             | Pelayo Sánchez                  | R 4ª                            |
| Red Bull-Bora-Hansgrohe | Red Bull-Bora-Hansgrohe   | Red Bull-Bora-Hansgrohe | Soudal Quick-Step       | Soudal Quick-Step       | Soudal Quick-Step       | Team Jayco AlUla                | Team Jayco AlUla                | Team Jayco AlUla                |
| Nº                      | Ciclista                  | Clas.                   | Nº                      | Ciclista                | Clas.                   | Nº                              | Ciclista                        | Clas.                           |
| 121                     | Aleksandr Vlasov          | 21º                     | 131                     | Ayco Bastiaens          | 106º                    | 141                             | Mauro Schmid                    | 43º                             |
| 122                     | Roger Adrià               | R 7ª                    | 132                     | James Knox              | R 3ª                    | 142                             | Luke Durbridge                  | 87º                             |
| 123                     | Anton Palzer              | NP 2ª                   | 133                     | Antoine Huby            | 98º                     | 143                             | Patrick Gamper                  | 83º                             |
| 124                     | Jonas Koch                | 99º                     | 134                     | Junior Lecefert         | 53º                     | 144                             | Felix Engelhardt                | 61º                             |
| 125                     | Jordi Meeus               | NP 7ª                   | 135                     | Pieter Serry            | 65º                     | 145                             | Ben O'Connor                    | 7º                              |
| 126                     | Matteo Sobrero            | 29º                     | 136                     | Ilan Van Wilder         | 8º                      | 146                             | Jasha Sütterlin                 | R 7ª                            |
| 127                     | Danny van Poppel          | 95º                     | 137                     | Mauri Vansevenant       | 42º                     | 147                             | Filippo Zana                    | R 2ª                            |
| Team Picnic PostNL      | Team Picnic PostNL        | Team Picnic PostNL      | Team Visma-Lease a Bike | Team Visma-Lease a Bike | Team Visma-Lease a Bike | XDS Astana Team                 | XDS Astana Team                 | XDS Astana Team                 |
| Nº                      | Ciclista                  | Clas.                   | Nº                      | Ciclista                | Clas.                   | Nº                              | Ciclista                        | Clas.                           |
| 151                     | Warren Barguil            | 16º                     | 161                     | Menno Huising           | R 3ª                    | 171                             | Davide Ballerini                | 112º                            |
| 152                     | Pavel Bittner             | 108º                    | 162                     | Julien Vermote          | 91º                     | 172                             | Anthon Charmig                  | 55º                             |
| 153                     | Sean Flynn                | 88º                     | 163                     | Tiesj Benoot            | 40º                     | 173                             | Nicola Conci                    | 22º                             |
| 154                     | Oscar Onley               | 3º                      | 164                     | Thomas Gloag            | 79º                     | 174                             | Clément Champoussin             | 10º                             |
| 155                     | Alex Edmondson            | NP 8ª                   | 165                     | Tijmen Graat            | 24º                     | 175                             | Alberto Bettiol                 | 101º                            |
| 156                     | Frank van den Broek       | 41º                     | 166                     | Steven Kruijswijk       | R 7ª                    | 176                             | Fausto Masnada                  | 69º                             |
| 157                     | Tim Naberman              | 116º                    | 167                     | Bart Lemmen             | 20º                     | 177                             | Lorenzo Fortunato               | 48º                             |
| Israel-Premier Tech     | Israel-Premier Tech       | Israel-Premier Tech     | Lotto                   | Lotto                   | Lotto                   | Q36.5 Pro Cycling Team          | Q36.5 Pro Cycling Team          | Q36.5 Pro Cycling Team          |
| Nº                      | Ciclista                  | Clas.                   | Nº                      | Ciclista                | Clas.                   | Nº                              | Ciclista                        | Clas.                           |
| 181                     | Chris Froome              | 97º                     | 191                     | Arnaud De Lie           | 113º                    | 201                             | Fabio Christen                  | 67º                             |
| 182                     | Joseph Blackmore          | 19º                     | 192                     | Jasper De Buyst         | 119º                    | 202                             | Matteo Badilatti                | 59º                             |
| 183                     | George Bennett            | 14º                     | 193                     | Sébastien Grignard      | 118º                    | 203                             | Gianluca Brambilla              | 45º                             |
| 184                     | Hugo Houle                | 33º                     | 194                     | Eduardo Sepúlveda       | 18º                     | 204                             | Sjoerd Bax                      | R 7ª                            |
| 185                     | Simon Clarke              | R 7ª                    | 195                     | Arjen Livyns            | 72º                     | 205                             | David de la Cruz                | R 5ª                            |
| 186                     | Matthew Riccitello        | R 7ª                    | 196                     | Brent Van Moer          | 86º                     | 206                             | Marcel Camprubí                 | 31º                             |
| 187                     | Michael Woods             | R 4ª                    | 197                     | Jonas Gregaard          | 107º                    | 207                             | David González                  | 93º                             |
| Tudor Pro Cycling Team  |                           |                         |                         |                         |                         |                                 |                                 |                                 |
| Nº                      | Ciclista                  | Clas.                   |                         |                         |                         |                                 |                                 |                                 |
| 211                     | Marc Hirschi              | NP 8ª                   |                         |                         |                         |                                 |                                 |                                 |
| 212                     | Julian Alaphilippe        | 5º                      |                         |                         |                         |                                 |                                 |                                 |
| 213                     | Marco Haller              | FT 8ª                   |                         |                         |                         |                                 |                                 |                                 |
| 214                     | Petr Kelemen              | NP 7ª                   |                         |                         |                         |                                 |                                 |                                 |
| 215                     | Marius Mayrhofer          | 92º                     |                         |                         |                         |                                 |                                 |                                 |
| 216                     | Larry Warbasse            | 71º                     |                         |                         |                         |                                 |                                 |                                 |
| 217                     | Luc Wirtgen               | 102º                    |                         |                         |                         |                                 |                                 |                                 |

### Legenda
| Legenda | Legenda | Legenda | Legenda                                                       |
| ------- | --- | ------- | ------------------------------------------------------------- |
| Nº      | Dorsale di partenza del ciclista | Clas.   | Posizione finale nella classifica generale                    |
|         | Indica il vincitore della classifica generale                                                                                        |         | Indica il vincitore della classifica scalatori                |
|         | Indica il vincitore della classifica a punti                                                                                         |         | Indica il vincitore della classifica dei giovani              |
| NP      | Indica un ciclista che non è ripartito in una tappa la mattina                                                                       | R       | Indica un ciclista che si è ritirato in una tappa             |
| FT      | Indica un ciclista che ha concluso una tappa fuori tempo, ossia ha impiegato più tempo rispetto a quanto stabilito dal tempo massimo | SQ      | Corridore squalificato per non aver rispettato il regolamento |

## Corridori per nazione
Le nazionalità rappresentate nella manifestazione sono 24; in tabella il numero dei ciclisti suddivisi per la propria nazione di appartenenza:
| Numero ciclisti | Nazione                                                     |
| --------------- | ----------------------------------------------------------- |
| 22              | Belgio                                                      |
| 18              | Francia                                                     |
| 16              | Italia                                                      |
| 13              | Paesi Bassi                                                 |
| 12              | Spagna, Gran Bretagna                                       |
| 9               | Svizzera, Germania                                          |
| 7               | Australia                                                   |
| 6               | Stati Uniti                                                 |
| 5               | Austria, Danimarca                                          |
| 4               | Portogallo                                                  |
| 2               | Norvegia, Lussemburgo, Slovenia, Rep. Ceca, Canada          |
| 1               | Estonia, Argentina, Russia, Monaco, Nuova Zelanda, Colombia |

### Quadro d'insieme nazionalità e tappe
| Nazione       | Corridori partenti | Corridori arrivati | Tappe vinte           |
| ------------- | ------------------ | ------------------ | --------------------- |
| Argentina     | 1                  | 1                  | -                     |
| Australia     | 7                  | 5                  | -                     |
| Austria       | 5                  | 4                  | -                     |
| Belgio        | 22                 | 18                 | 1 (Jordi Meeus)       |
| Canada        | 2                  | 1                  | -                     |
| Colombia      | 1                  | 1                  | -                     |
| Danimarca     | 5                  | 4                  | -                     |
| Estonia       | 1                  | 1                  | -                     |
| Francia       | 18                 | 15                 | 1 (Romain Grégoire)   |
| Germania      | 9                  | 7                  | -                     |
| Gran Bretagna | 12                 | 10                 | 1 (Oscar Onley)       |
| Italia        | 16                 | 12                 | 1 (Vincenzo Albanese) |
| Lussemburgo   | 2                  | 2                  | -                     |
| Monaco        | 1                  | 1                  | -                     |
| Norvegia      | 2                  | 2                  | -                     |
| Nuova Zelanda | 1                  | 1                  | -                     |
| Paesi Bassi   | 13                 | 8                  | -                     |
| Portogallo    | 4                  | 4                  | 3 (3 João Almeida)    |
| Rep. Ceca     | 2                  | 1                  | -                     |
| Russia        | 1                  | 1                  | -                     |
| Slovenia      | 2                  | 2                  | -                     |
| Spagna        | 12                 | 8                  | -                     |
| Stati Uniti   | 6                  | 5                  | 1 (Quinn Simmons)     |
| Svizzera      | 9                  | 6                  | -                     |
| Totale        | 154                | 120                | 8                     |